# Hôtel de Clermont-Tonnerre
El Hôtel de Clermont-Tonnerre es una mansión privada ubicada en la Place des Vosges en el 4 distrito de París, Francia. Está en el lado este de la plaza, entre el hôtel d' Asfeldt y d' Angennes de Rambouillet.
Data de principios del siglo XVII y fue clasificado como monumento histórico en 1954.